# 西夷
西夷（せいい）は、殷王朝時代の異民族の一つであり、周王朝時代になると西戎に改名した。

## 概要
西夷とは、西方に住んでいた夷狄のことである。 殷王朝時代には、西夷および北狄と東夷の区別があった。
周人は西夷に囲まれて暮らしていたが、西夷のなかの一種族である混夷が最も精強だった。その後、周人は混夷を退けて西夷の覇者となり、周文王は西夷の諸侯を率いて殷王朝に反抗し、紂王を撃破して周王朝を建国した。
孟子は『孟子』において、「舜は諸馮に生まれて負夏に移り、鳴條で亡くなった東夷の人である。文王は岐周に生まれ、畢郢に死した西夷の人だ」として、舜は「東夷」の人、周文王は「西夷」の人であると述べている。
清王朝の第5代皇帝である雍正帝は、華夷思想により満州人の支配を良しとせず明の復活を唱える思想家に対しては自ら論破し、討論の経緯を『大義覚迷録』という書物にまとめ、「本朝が満州の出であるのは、中国人に原籍があるようなものだ。舜は東夷の人だったし、文王は西夷の人だったが、その聖徳は何ら損なわれてはいない」と強調している。